# Micromys coronensis
Espèce
Micromys coronensis est une espèce fossile de rongeurs myomorphes de la famille des Muridae.

## Distribution et époque
Ce proche parent du rat des moissons actuel (Micromys minutus) a été découvert à Brașov, en Roumanie. Il vivait à l'époque du Pléistocène.

## Taxinomie
Cette espèce a été décrite pour la première fois en 1938 par le paléontologue suisse Samuel Schaub (1882–1962).

## Protologue
- (de) Samuel Schaub, « Tertiäre und quartäre Murinae », Schweizerischen paläontologischen Gesellschaft, Birkhäuser Verlag, vol. 61,‎ 1938, p. 1-38 (lire en ligne, consulté le 31 janvier 2014).